# ريما خليل
ريما خليل (مواليد 21 مارس 1989) هي لاعبة كرة يد جزائرية. تلعب في المنتخب الوطني الجزائري. مثلت الجزائر في بطولة العالم للسيدات 2013 لكرة اليد في صربيا، حيث احتل الفريق الجزائري المركز 22.